# Lexington, North Carolina
Lexington är administrativ huvudort i Davidson County i North Carolina. Orten fått sitt namn efter Lexington i Massachusetts i syfte att hedra en av skådeplatserna för slagen vid Lexington och Concord. Lexington hade 18 931 invånare enligt 2010 års folkräkning.

## Kända personer från Lexington
- Joseph Poole, musiker känd som Wednesday 13